# Vasco da Gama
Vasco da Gama, conte de Vidigueira (n. 1469, Sines, Alentejo Litoral Subregion⁠(d), Portugalia – d. 24 decembrie 1524, Kochi, Regatul Kochin⁠(d)), a fost un explorator portughez din perioada Marilor descoperiri care a descoperit calea maritimă dintre Europa și India.

## Etimologie
Unii istorici presupun că numele de "Gama" provine de la cavalerul Lopo Rodrigues de Olhoa însoțitorului eroului național Cidul care joacă un rol hotărâtor în recucerirea de la mauri (arabi) a orașului Évora în anul 1166, acesta fiind însoțit de un cerb (în portugheză = "gama"), ca porecla familiei.

## Biografie
Vasco da Gama s-a născut în anul 1460 sau 1469 în Sines, pe coasta de sud-vest a Portugaliei.
Tatăl lui Vasco da Gama, Estêvão da Gama, care a servit în anii 1460 drept cavaler pentru Ferdinand, Duce de Viseu a crescut în rang de militar primind Ordinul Santiago. Estêvão da Gama a fost numit alcaide-mór (guvernator civil) al orașului-port Sines în anii 1460, post pe care l-a deținut până în 1478, iar apoi a fost încasator de taxe.
Estêvão da Gama s-a căsătorit cu Isabel Sodré, fiica lui João Sodré (cunoscut și ca João de Resende), descendent al unei familii de origini engleze. Tatăl și frații ei, Vicente Sodré și Brás Sodré, aveau legături cu casa lui Diogo, Duce de Viseu și au fost figuri proeminente în Ordinul militar al lui Christos.
Vasco da Gama a fost cel de-al treilea din cei cinci fii ai lui Estêvão da Gama și Isabel Sodré – în (probabila) ordine de naștere: Paulo da Gama, João Sodré, Vasco da Gama, Pedro da Gama și Aires da Gama. Vasco a mai avut o soră, Teresa da Gama (care s-a căsătorit cu Lopo Mendes de Vasconcelos).
În 1492 este însărcinat de regele Joao II cu pedepsirea negustorilor și piraților francezi din golful Setúbal și Algarve, ca reacție la actele de piraterie franceze.

## Arbore genealogic

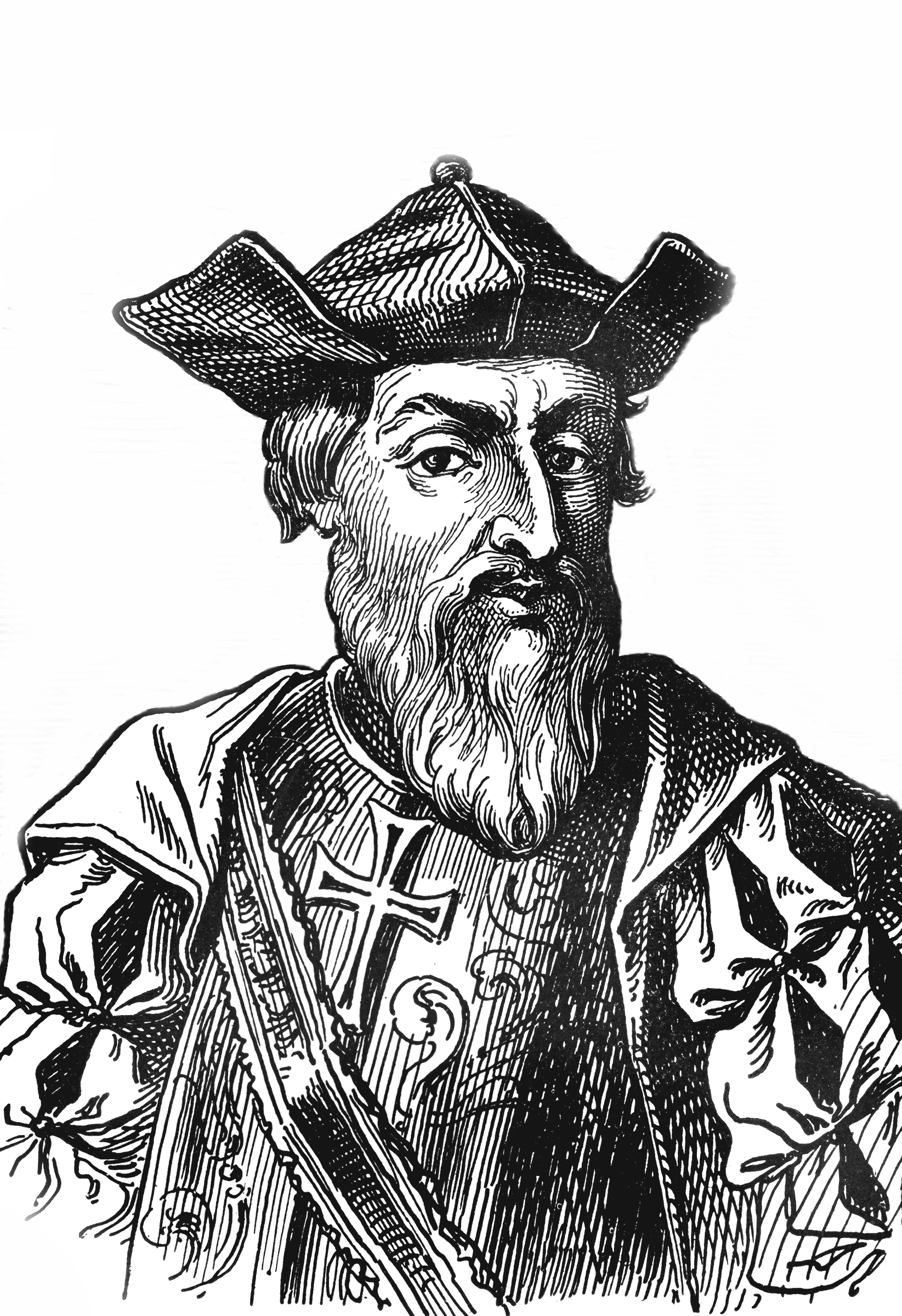
Vasco da Gama

## Comandant suprem al flotei spre India
De ce a fost numit în această funcție, istoricii amintesc faptul că "da Gama" a avut contacte bune la curtea regelui portughez "Manuel I" urcat pe tron în anul 1495. Tot acest rege i-a înlesnit intrarea în "Ordinul Cavalerilor lui Cristos". Lipsa cunoștințelor de navigație marină a fost compensată prin angajarea în această expediție a celor mai buni navigatori portughezi, printre care și Bartolomeu Diaz, care însoțește flota lui până la Capul Verde.

## Descoperirea căii maritime spre India

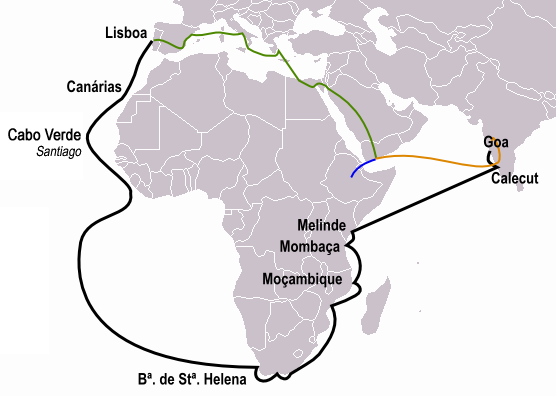
da Gama Rute prima călătorie spre India (notat cu negru) Călătoria Pêro da Covilhã (portocaliu) și Afonso de Paiva (albastru). Rutele comune sunt notate cu linie verde.

Vasco da Gama pornește la data de 8 iulie 1497 din portul Restelo Lisabona la bordul corăbiei Nau S. Gabriel (120 t), iar fratele său Paulo da Gama la bordul lui S. Rafael însoțite de corăbiile Bérrio, Santa Fé (100 t) sub comanda căpitanului Nicolao Coelho. Echipajul flotei însuma 150 -170 de oameni, sub comanda celor mai buni căpitani și cârmaci din Portugalia cu experiență de navigare pe Oceanul Pacific. Pe vasul amiral era Pêro de Alenquer cârmaci, pe vasul São Rafael era João de Coimbra, iar pe vasul Bérrio era experimentatul pilot Pêro Escobar, dintre alți ofițeri din rândul echipajului pot fi amintiți São Gabriel Gonçalo Álvares și Diogo Cãos.
Vasco da Gama navighează spre vest pe Atlantic, mai departe de coasta africană profitând de un vânt (Pasat) mai puternic. La 4 noiembrie ajunge în golful S. Elena (Sankt-Helena) pe coasta de vest africană făcând un ocol larg la depășirea "Capului Bunei Speranțe" ajungând la 25 noiembrie "Moselbai". Ajunge pe coasta răsăriteană a Africii atingând la  7 aprilie 1498 în Mombasa unde negustorii arabi caută să împiedice continuarea expediției. Mai departe navighează de-a lungul coastei răsăritene a Africii ajungând în orașul Malindi unul dintre orașele concurente Mombasei. Sultanul orașului punându-i la dispoziție un navigator cunoscător al rutei spre India.
La data de 20 mai 1498 ajung corăbiile lui "da Gama" în apropiere de Calicut pe coasta 
Malabar. Pentru prima oară ajunge o corabie europeană pe coasta Indiei pe calea maritimă și înconjurarea Africii. Vasco da Gama încheie un acord comercial cu Samorim ce domnește în Calicut și se reîntoarce la 8 octombrie încărcat cu mirodenii. Prima navă din flota sa sub comanda lui Nicolao Coelho ajunge înapoi în patrie la 10 iulie 1499, Vasco da Gama numai la 9 septembrie, întârzierea se datorează morții fratelui său pe Insulele Azore.
La Crăciunul anului  1499 este încredințată lui da Gama de curtea regală portugheză, conducerea orașului Sines. Începând o perioadă de conflicte între rege și da Gama pe o parte și Superiorul Ordinului Cavalerilor de Santiago, autoritățile locale constituite din nobili (familia Noronha) pe de altă parte. Da Gama fiind învins în acest conflict trebuie să părăsească orașul (1507) împreună cu familia sa, având dreptul să calce în acest ținut numai cu aprobarea Superiorului Ordinului. Cu ajutorul regelui intră în rândurile Ordinului Cristi. În 1502 este denumit de rege ca "Amiral al Mărilor Indiei" (Almirante do Mar das Índias) aceasta fiind o replica portugheză la numirea lui Cristofor Columb ca "Amiral al mărilor și oceanelor" de curtea regală spaniolă.

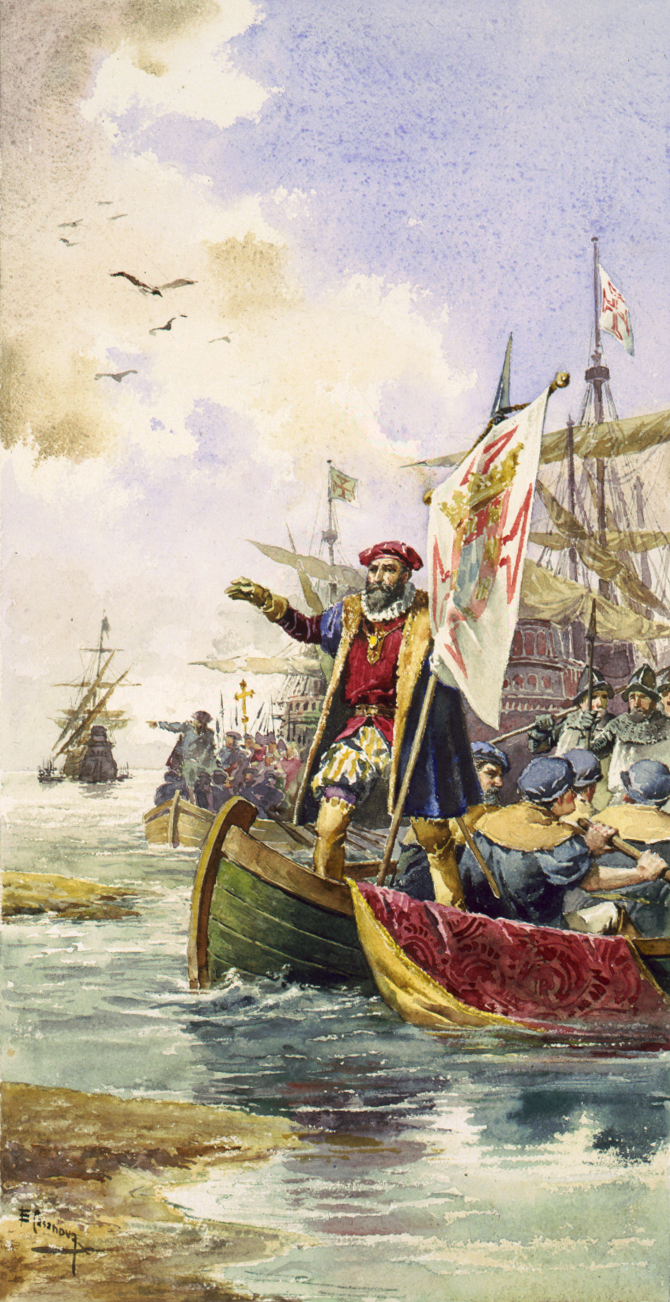
Sosirea lui „da Gama” în Calicut

## Următoarele călătorii spre India
- A doua călătorie fiind condusă de Pedro Álvares Cabral 1500 care descoperă cu această ocazie Brazilia
- În anul 1501 pornește a treia călătorie sub comanda lui João da Nova cu patru nave.
- Sub conducerea lui Vasco da Gama pornește a patra călătorie 1502, care obține de la rege această însărcinare după protestul lui "da Gama", fiind împotriva numirii lui Pedro Álvares Cabral (descoperitorul Braziliei). În a patra călătorie pornesc 21 de corăbii bine înarmate, prima grupă de 9 corăbii fiind sub comanda lui "da Gama", a doua sub comanda unchiului său Vicente Sodré a treia escadră

fiind sub comanda vărului său Estêvão da Gama. Datorită contactelor bune cu curtea regală un alt unchi Brás Sodré sau cumnatul său Lopo Mendes de Vasconcelos primesc la fel funcții de conducere în această expediție, ca de exemplu puncte strategice (ex. Sofala) în Africa de est. Apariția flotei portugheze în Oceanul Indian care concurează comerțul arab și indian duce la o stare latentă de război. Astfel deja în anul 1502 la intrarea în apele Oceanului Indian trebuie să intre "da Gama"   cu 15 corăbii portugheze contra  100 corăbii mai mici arabe și indiene într-o luptă navală. Salvarea portughezilor este artileria prin care obțin victoria. Folosind iscusit lupta de rivalitate, conflictele dintre prinții arabi sau indieni, precum și folosirea cu cruzime a forței reușește să învingă rezistența arabă și indiană consolidând poziția portugheză pe coasta Malabar (India).De aici se extinde Cannanore și Cochin în 1503 cu Fort Manuel. Aceste fortărețe asigură monopolul portughez comercial, aceasta fiind începutul coloniilor, ce determină hegemonia portugheză în Oceanul Indian.

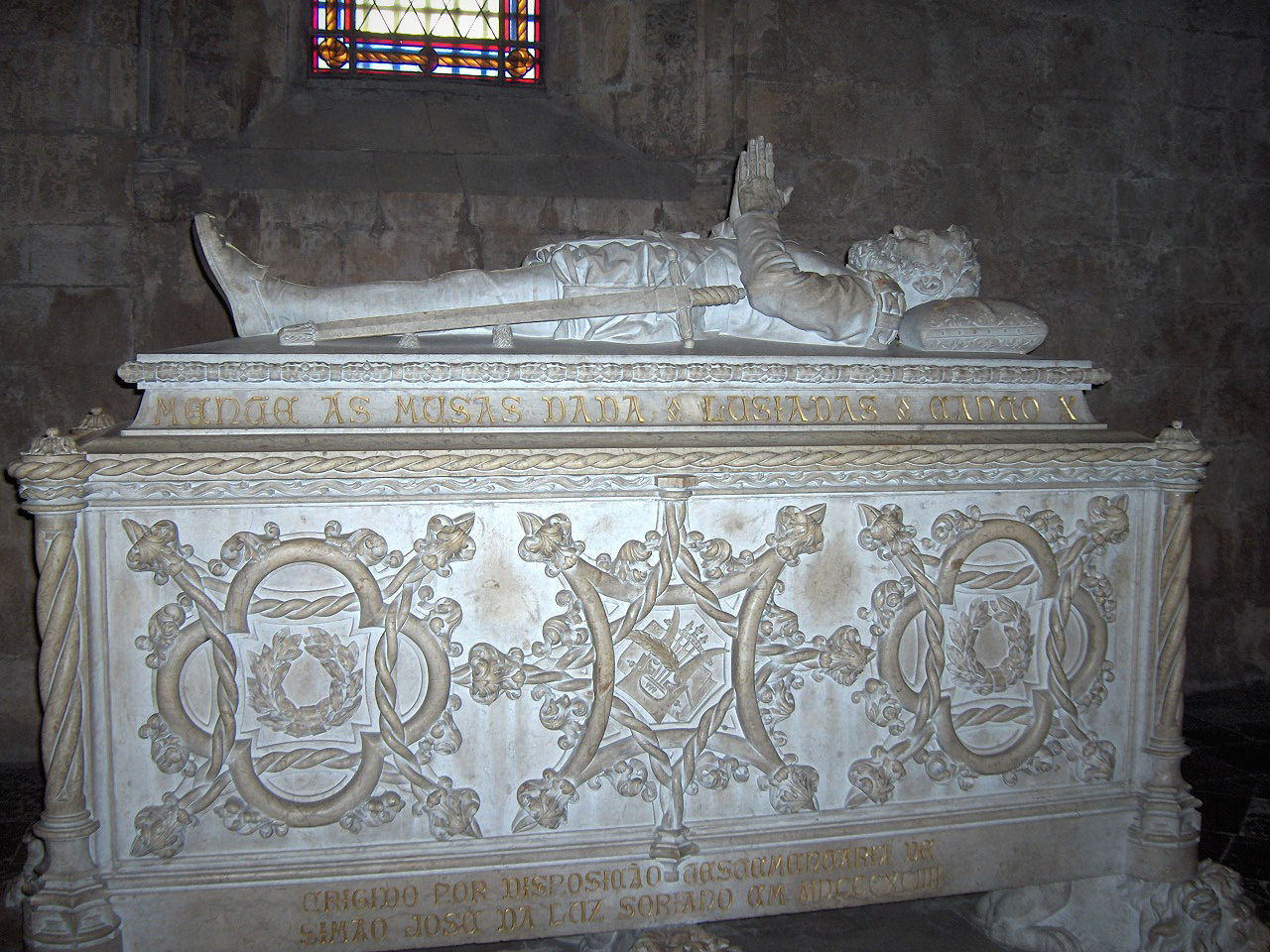
Sarcofagul lui Vasco da Gama din "Mosteiro dos Jerónimos" (Belém, Lisabona)

Ca răsplată a meritelor sale la reîntoarcere 1503 sau 1504 primește de la rege o pensie de 400.000 Reais devenind membru al curții regelui Manuel I. În anul 1518 dorește să părăsească împreună cu familia patria aceasta fiind fals interpretată. La sfârșitul anului 1519 primește de la rege titlul de Conde de Vidigueira. În decembrie 1521 moare regele Manuel, urmând pe tron fiul său Johann III (João III.) care caută corupția din comerțul cu India să o înlăture, pentru aceasta îl însărcinează pe "da Gama" numindu-l la 5 aprilie 1524 ca "Vicerege al Indiei" care împreună cu fii lui Estêvão si Paulo pornesc spre India. Sosit aici î-a  o serie de măsuri de schimbarea structurii administrative, și a disciplinei militare, înlocuind aproape tot personalul, luând măsuri de plătire regulată a soldei militare. Dar viceregele este bolnav murind la trei luni după sosirea lui în India osemintele sale fiind depuse de fiul lui în 1538 la capela mănăstirii "Nossa Senhora" din Vidigueira (provincia Alentejo, Portugalia). Mormintele familiei da Gama din Vidigueira n-au mai fost îngrijite în deceniile care au urmat, motiv pentru care osemintele lui Vasco da Gama au fost transferate în anul 1880, prin grija statului portughez, într-un sarcofag onorific în mănăstirea "Mosteiro dos Jerónimos" din cartierul "Belém" al Lisabonei.